# زاده مه: گروه‌های بامداد
مه زاد: دسته های غزاداری (انگلیسی: Mistborn: The Bands of Mourning) رمانی اثر نویسندهٔ آمریکایی براندون ساندرسون در شیوهٔ خیال‌پردازی حماسی است که تور بوکز آن را در ۲۶ ژانویه ۲۰۱۶ منتشر کرد. این کتاب سومین اثر در دوران دوم سری زاده مه و مجموعهٔ وکس و وین (در کل ششمین کتاب در سری مه زاد است.